# Katy (filme)
Katy (Katy - a lagartinha sonhadora ou A lagartinha Katy, em português) é um filme de animação espanhol e mexicano de 1984, dirigido por José Luis Moro.
Katy também é um nome próprio. Pessoas são registradas com o nome Katy. Podemos identificar em registros de cartórios ou mesmo em catálogos de listas telefonicas.
O nome Kathiry utiliza como abreveativo Katy.

## Sinopse
Katy é uma largatinha sonhadora que vive comodamente em uma árvore mas, apesar disso, não é feliz. Katy sonha com a liberdade e deseja conhecer o mundo e as criaturas que nele habitam. Entretanto, nem tudo é bonito e ingênuo como a pequena Katy imagina, e ela vai descobrir que tudo na vida tem seu tempo, inclusive seu sonho de liberdade.

## Personagens e vozes
- Katy .... Cristina Camargo
- Gilbert .... Alfonso Obregon
- Chester .... Héctor Lee
- Clyde .... Federico Colmenero
- Abelha 5344 .... Diana Santos
- Sapa .... Álvaro Tarsiglo
- Dafia .... Eduardo Tejeda
- Mãe natureza .... Nancy MacKenzie
- irmã da Katy .... Gabriela Willer